# Jan Adam Svoboda
Jan Adam Svoboda (24. prosince 1691 Orlík nad Vltavou – 10. srpna 1761 Zlonice) byl dlouholetý zlonický děkan, vikář Rakovnického kraje a proslulý barokní kazatel. Jeho zásluhou se Zlonice staly v 18. století duchovním a uměleckým střediskem severního Slánska.

## Životopis
Jan Adam Svoboda se narodil v roce 1691 v Orlíku nad Vltavou. Vzdělání získal v jezuitském konviktu sv. Bartoloměje v Praze s titulem bakalář teologie. 
Nejprve působil jako kaplan a administrátor v Chlumci nad Cidlinou. Poté, co získali roku 1721 Kinští panství Zlonice, přesídlil Svoboda do Chržína u Velvar, který v té době patřil zlonickému záduší. Ihned po úmrtí zlonického faráře Jana Jiřího Kikovského, byl na přání majitele panství Filipa Josefa Kinského dne 28. července 1723 prezentován na zlonické faře. Ve Zlonicích potom strávil zbytek svého plodného kněžského života, dohromady 38 let, z toho 23 let zde zastával úřad arcibiskupského vikáře Rakovnického kraje. 
Jan Adam Svoboda zemřel ve Zlonicích 10. srpna 1761 a je pochován ve zlonickém kostele Nanebevzetí Panny Marie při oltáři sv. Anny.

## Dílo

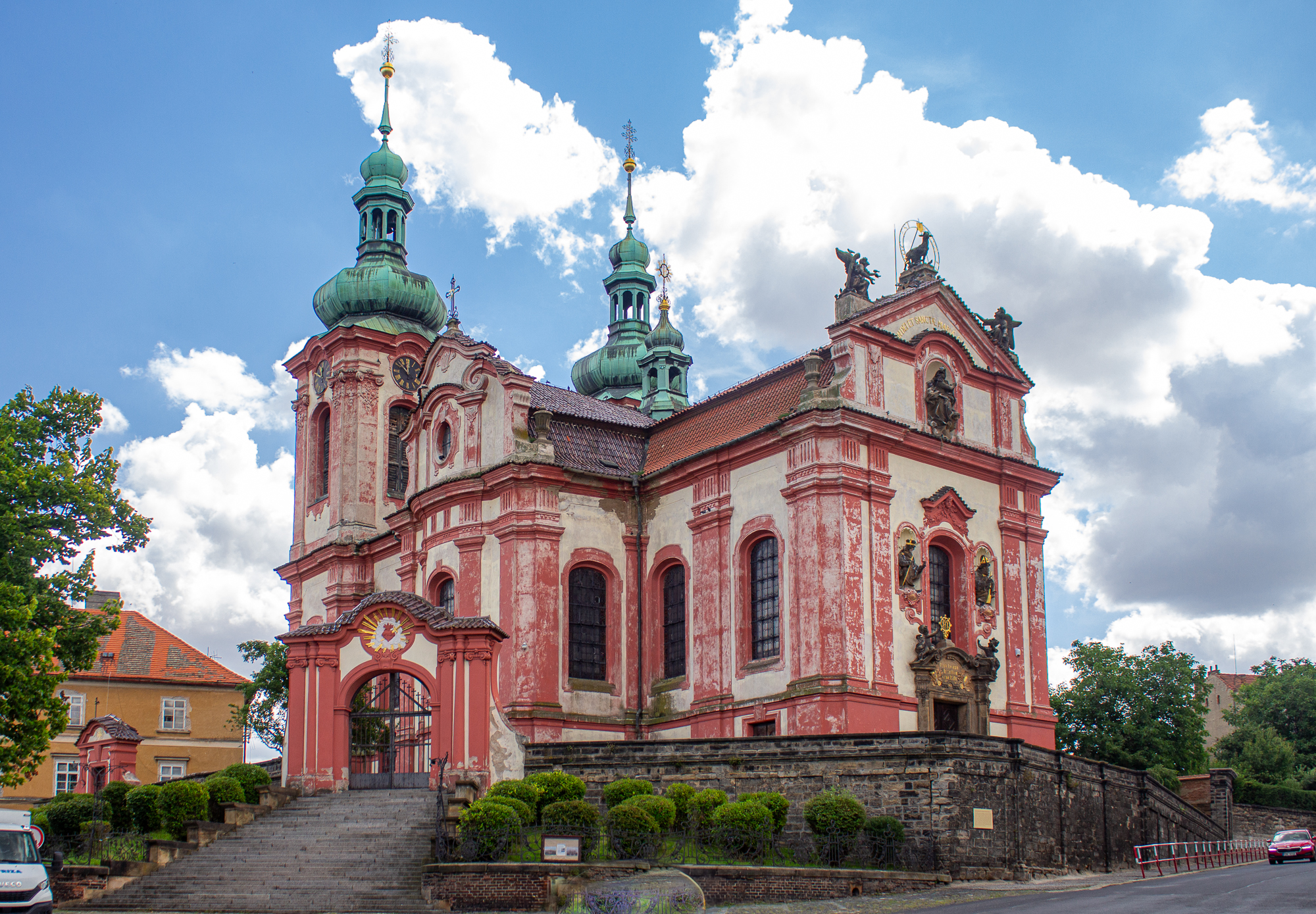
Kostel Nanebevzetí Panny Marie ve Zlonicích

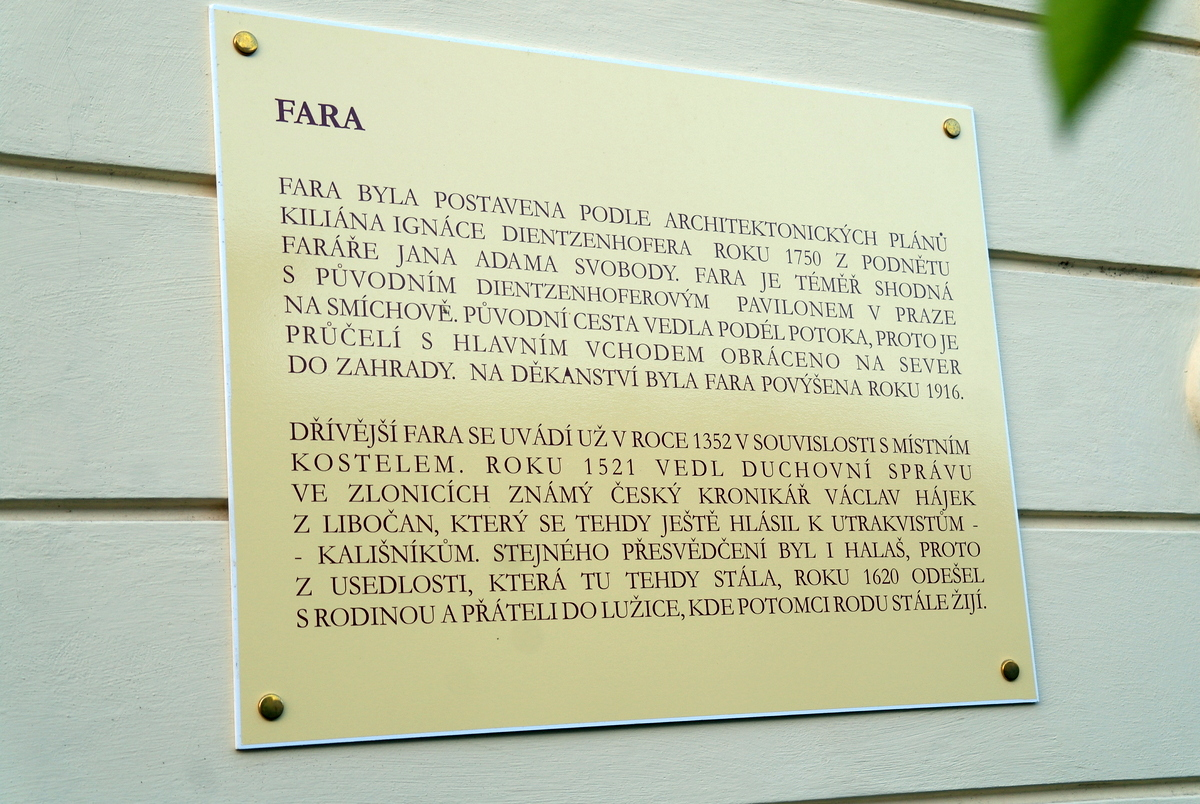
Pamětní deska na budově fary ve Zlonicích

V době Svobodova příchodu do Zlonic se místní farnost stejně jako farní budova nacházely v neutěšeném stavu. Prvním velkým projektem, který společně uskutečnili nový farář a majitel panství Filip Josef Kinský byla novostavba vrcholně barokního farního kostela Nanebevzetí Panny Marie, který nahradil starší středověkou svatyni. Plány novostavby vypracoval významný český architekt František Maxmilián Kaňka a samotnou výstavbu v letech 1727–1738, resp. 1744 vedl Ferdinand Hübner. Monumentální kostel se stal nejen dominantou obce, ale celého okolí a soustředil v sobě jak kvalitní vnitřní uměleckou výzdobu tak bohatý liturgický a kulturní život.
Po konsolidaci poměrů ve farnosti mohl Svoboda konečně přistoupit také k výstavbě nové farní budovy, která patří k nejpozoruhodnějším příkladům barokní fary na českém venkově. Plány nechal r.1747 vypracovat u nejznámějšího pražského architekta své doby Kiliána Ignáce Dientzenhofera. Výstavba samotná proběhla potom v letech 1750–1753. Budova je vystavěna jako podélný trojtakt se sala terrenou obrácenou do zahrady a kaplí sv. Jana Evangelisty, Svobodova patrona. Naopak nerealizován zůstal záměr na novostavbu filiálního kostela v Malém Pálči, který realizovali až jeho nástupci v letech 1776–1778.
Jan Adam Svoboda byl energickým knězem velkého rozhledu a také proslulým kazatelem. Některá jeho kázání byla vydána i tiskem. Dodnes se dochoval také jeho portrét v galerii zlonických děkanů od neznámého autora.